# Campeonato Africano de Atletismo de 2014 - 20 km marcha atlética masculina
A prova da marcha atlética 20 km masculina do Campeonato Africano de Atletismo de 2014 foi disputada no dia 14 de agosto de 2014 pelas ruas de Marrakech, no Marrocos. Participaram da prova 15 atletas. 

## Recordes
Antes desta competição, os recordes mundiais e do campeonato nesta prova eram os seguintes:
|                       | Nome              | Nacionalidade | Tempo      | Local            | Data                   |
| --------------------- | ----------------- | ------------- | ---------- | ---------------- | ---------------------- |
| Recorde mundial       | Vladimir Kanaykin | Rússia        | 1h 17m 16s | Saransk          | 29 de setembro de 2007 |
| Recorde do campeonato | Hassanine Sebei   | Tunísia       | 1h 20m 36s | Nairóbi          | 1 de agosto de 2010    |
| Recorde africano      | Hatem Ghoula      | Tunísia       | 1h 19m 02s | Eisenhüttenstadt | 10 de maio de 1997     |

## Medalhistas
| Ouro                  | Prata                       | Bronze              |
| Lebogang Shange (RSA) | Samuel Ireri Gathimba (KEN) | Mohamed Ameur (ALG) |

## Cronograma
Todos os horários são locais (UTC+1).
| Data         | Hora  | Evento |
| ------------ | ----- | ------ |
| 14 de agosto | 07:15 | Final  |

## Resultado final
| Posição           | Atleta                | Nacionalidade      | Tempo   | Notas |
| ----------------- | --------------------- | ------------------ | ------- | ----- |
| Medalha de ouro   | Lebogang Shange       | África do Sul      | 1:26:58 |       |
| Medalha de prata  | Samuel Ireri Gathimba | Quênia             | 1:27:11 |       |
| Medalha de bronze | Mohamed Ameur         | Argélia            | 1:27:48 |       |
| 4                 | Hassanine Sebei       | Tunísia            | 1:28:28 |       |
| 5                 | David Kimutai         | Quênia             | 1:29:16 |       |
| 6                 | Hichem Medjeber       | Argélia            | 1:33:36 |       |
| 7                 | Mohamed Ragab         | Egito              | 1:34:26 |       |
| 8                 | Ferhat Belaid         | Argélia            | 1:35:22 |       |
| 9                 | Chernet Mikoro        | Etiópia            | 1:36:25 |       |
| 10                | Ali Daghiri           | Marrocos           | 1:38:22 |       |
| 11                | Herve Nzossie         | Camarões           | 1:38:57 |       |
| 12                | Elegbede Bamidele     | Nigéria            | 1:41:11 |       |
| 13                | Misebo Minamo         | Etiópia            | 1:42:25 |       |
| 14                | Getamesay Niguse      | Etiópia            | 1:44:03 |       |
| 15                | Romeos Ambomo-Otsaka  | República do Congo | DNS     |       |

Legenda
| Recorde mundial       | Recorde mundial (World record)               |                       | Recorde africano                      | Recorde africano (African) |                                           | Q | Classificado por posição (Qualified) |
| Recorde do campeonato | Recorde do campeonato (Championship record)  | Recorde da América    | Recorde da América (Americas)         | q                          | Classificado por melhor tempo (Qualified) |   |                                      |
| Melhor marca do ano   | Melhor marca do ano (World leading)          | Recorde asiático      | Recorde asiático (Asian)              | DNS                        | Não largou (Did not start)                |   |                                      |
| Recorde nacional      | Recorde nacional (National record)           | Recorde europeu       | Recorde europeu (European)            | DNF                        | Não terminou (Did not finish)             |   |                                      |
| Recorde pessoal       | Recorde pessoal do atleta (Personal best)    | Recorde da Oceania    | Recorde da Oceania (Oceania)          | DSQ / DQ                   | Desclassificado (Disqualified)            |   |                                      |
| Recorde da temporada  | Recorde da temporada do atleta (Season best) | Recorde sul-americano | Recorde sul-americano (South America) | NM                         | Sem marca (No mark)                       |   |                                      |